# Thomas von Sparneck

Hölzernes Epitaph in Trausnitz

Thomas von Sparneck (* 1554; † 1610) war ein Ritter aus der Familie von Sparneck.
Thomas stammte aus der Weißdorfer Linie der Sparnecker, die zuletzt in der heutigen Oberpfalz begütert war. Sein Vater war Sebastian von Sparneck, seine Mutter Margarethe, eine geborene von Erlbeck. Thomas war zweimal verheiratet, in erster Ehe mit Euphemia von Taufkirchen, in zweiter Ehe mit Anna von Brandt. Von den auf dem hölzernen Epitaph abgebildeten acht Kindern haben nur zwei Söhne und eine Tochter das Erwachsenenalter erreicht und den Vater überlebt.
Thomas war neben verbliebenen Besitzungen im ehemaligen Kernland der Sparnecker, das in der Blütezeit etwa dem ehemaligen Landkreis Münchberg entsprach, auch in der heutigen Oberpfalz begütert. Er saß auf Burg Trausnitz im Tal.

## Epitaph
In der Trausnitzer Kirche befindet sich sein hölzernes Epitaph. Es ist von einem massiven Holzrahmen umgeben und an drei Seiten mit Adelswappen geschmückt. Zentrales Motiv ist die Auferstehung Jesu Christi. Die Predella gibt Aufschluss über die Familie von Thomas von Sparneck. Er ist mit Ritterrüstung abgebildet, seine beiden Frauen in entsprechender Gewandung samt seiner Kinder.